# Championnats du monde de dressage
Les championnats du monde de dressage délivrent tous les quatre ans, en alternance avec les Jeux olympiques un titre de champion du monde individuel et un titre de champion du monde par équipe nationale.

## Histoire
En 1966, les premiers championnats du monde sont organisés à Berne en Suisse. 
À partir de 1990, la Fédération équestre internationale a regroupé toutes les disciplines équestres qu'elle reconnaît sur un même lieu en un seul championnat appelé Jeux équestres mondiaux (FEI Games).

## Villes organisatrices
- 1966 : Berne en Suisse
- 1970 : Aix-la-Chapelle en Allemagne
- 1974 : Copenhague au Danemark
- 1978 : Goodwood en Grande-Bretagne
- 1982 : Lausanne en Suisse
- 1986 : Cedar Valley aux États-Unis

---
jeux équestres mondiaux
- 1990 : Stockholm en Suède
- 1994 : la Haye aux Pays-Bas
- 1998 : Rome en Italie
- 2002 : Jerez de la Frontera en Espagne
- 2006 : Aix-la-Chapelle en Allemagne
- 2010 : Lexington dans le Kentucky aux États-Unis
- 2014 : Caen (Basse-Normandie) en France
- 2018 : Tryon (Caroline du Nord) aux États-Unis

---
- 2022 : Herning au Danemark

## Épreuves
- Grand Prix
- Grand Prix Spécial
- Reprise Libre en Musique (RLM ou Kür)

## Palmarès

### Individuel
Championnats du monde de dressage
| Année | Cavalier (Cheval)                | Nationalité          |
| ----- | -------------------------------- | -------------------- |
| 1966  | Josef Neckermann (Mariano)       | Allemagne de l'Ouest |
| 1970  | Elena Petushkova (Pepel)         | Union soviétique     |
| 1974  | Reiner Klimke (Mehmed)           | Allemagne de l'Ouest |
| 1978  | Christine Stückelberger (Granat) | Suisse               |
| 1982  | Reiner Klimke (Ahlerich)         | Allemagne de l'Ouest |
| 1986  | Anne-Grethe Jensen (Marzog)      | Danemark             |

Jeux équestres mondiaux
| Année               |                                | Cavalier (Cheval)                  | Nationalité          |  |
| ------------------- | ------------------------------ | ---------------------------------- | -------------------- |  |
| 1990                |                                | Nicole Uphoff (Rembrandt)          | Allemagne de l'Ouest |  |
|                     |                                |                                    |                      |  |
| 1994                | Reprise libre en musique (RLM) | Anky van Grunsven (Bonfire)        | Pays-Bas             |  |
| 1994                | Grand Prix Spécial             | Isabell Werth (Gigolo)             | Allemagne            |  |
|                     |                                |                                    |                      |  |
| 1998                |                                | Isabell Werth (Gigolo)             | Allemagne            |  |
|                     |                                |                                    |                      |  |
| 2002                |                                | Nadine Capellmann (Farbenfroh)     | Allemagne            |  |
|                     |                                |                                    |                      |  |
| 2006                | Reprise libre en musique (RLM) | Anky van Grunsven (Salinero)       | Pays-Bas             |  |
| 2006                | Grand Prix Spécial             | Isabell Werth (Satchmo)            | Allemagne            |  |
|                     |                                |                                    |                      |  |
| 2010                | Reprise libre en musique (RLM) | Edward Gal (Totilas)               | Pays-Bas             |  |
| 2010                | Grand Prix Spécial             | Edward Gal (Totilas)               | Pays-Bas             |  |
|                     |                                |                                    |                      |  |
| 2014                | Reprise libre en musique (RLM) | Charlotte Dujardin (Valegro)       | Grande-Bretagne      |  |
| 2014                | Grand Prix Spécial             | Charlotte Dujardin (Valegro)       | Grande-Bretagne      |  |
| 2018                | Reprise libre en musique (RLM) | épreuve annulée (Ouragan Florence) |                      |  |
| 2018                | Grand Prix Spécial             | Isabell Werth (Bella Rose)         | Allemagne            |  |
| 2022 (Ch. du monde) | Reprise libre en musique (RLM) | Charlotte Fry (Glamourdale)        | Grande-Bretagne      |  |
| 2022 (Ch. du monde) | Grand Prix Spécial             | Charlotte Fry (Glamourdale)        | Grande-Bretagne      |  |

### Équipe
Championnats du monde de dressage
| Année | Cavaliers (Chevaux)                                                                          | Nationalité          |
| ----- | -------------------------------------------------------------------------------------------- | -------------------- |
| 1966  | Josef Neckermann (Mariano), Reiner Klimke (Dux), Harry Boldt (Remus)                         | Allemagne de l'Ouest |
| 1970  | Elena Petushkova (Pepel), Ivan Kizimov (Ichor), Ivan Kalita (Tarif)                          | Union soviétique     |
| 1974  | Reiner Klimke (Mehmed), Liselott Linsenhoff (Piaff), Karin Schlüter (Liostro)                | Allemagne de l'Ouest |
| 1978  | Uwe Schulten-Baumer (Slibowitz), Harry Boldt (Woycek), Gabriela Grillo (Ultimo)              | Allemagne de l'Ouest |
| 1982  | Reiner Klimke (Ahlerich), Gabriela Grillo (Galapagos), Uwe Schulten Baumer (Madras)          | Allemagne de l'Ouest |
| 1986  | Gina Capellmann (Ampère), Jo Hinemann (Ideaal), Reiner Klimke (Pascal), Herbert Krug (Dukat) | Allemagne de l'Ouest |

Jeux équestres mondiaux
| Année               | Cavaliers (Chevaux) | Nationalité          |
| ------------------- | --- | -------------------- |
| 1990                | Sven Rothenberger (Ideaal) , Ann-Kathrin Kroth (Golfstrom), Monica Theodorescu (Ganimedes), Nicole Uphoff (Rembrandt)                                                | Allemagne de l'Ouest |
| 1994                | Nicole Uphoff (Rembrandt), Klaus Balkenhol (Goldstern), Isabell Werth (Gigolo), Karin Rehbein (Donnerhall)                                                           | Allemagne            |
| 1998                | Isabell Werth (Gigolo), Karin Rehbein (Donnerhall), Nadine Capellmann (Gracioso), Ulla Salzgeber (Rusty)                                                             | Allemagne            |
| 2002                | Nadine Capellmann (Farbenfroh), Ulla Salzgeber (Rusty), Klaus Husenbeth (Piccolino), Ann-Kathrin Linsenhoff (Renoir-Unicef)                                          | Allemagne            |
| 2006                | Hubertus Schmidt (Wansuela Suerte), Heike Kemmer (Bonaparte), Nadine Capellmann (Elvis), Isabell Werth (Satchmo)                                                     | Allemagne            |
| 2010                | Hans Peter Minderhoud (Nadine), Imke Schellekens-Bartels (Sunrise), Adelinde Cornelissen (Parzival), Edward Gal (Moorlands Tolitas)                                  | Pays-Bas             |
| 2014                | Isabell Werth (Bella Rose), Helen Langehanenberg (Damon Hill), Kristina Sprehe (Desperados), Fabienne Lütkemeier (D'Agostino)                                        | Allemagne            |
| 2018                | Jessica von Bredow-Werndl (TSF Dalera BB), Dorothee Schneider (Sammy Davis Jr.), Sönke Rothenberger (Cosmo), Isabell Werth (Bella Rose)                              | Allemagne            |
| 2022 (Ch. du monde) | Nanna Merrald Rasmussen (Blue Hors Zack), Carina Cassøe Krüth (Heiline's Danciera), Daniel Bachmann Andersen (Marshall-Bell), Cathrine Laudrup-Dufour (Vamos Amigos) | Danemark             |